# Stactobia fahjia
Stactobia fahjia is een schietmot uit de familie Hydroptilidae. De soort komt voor in het Afrotropisch en het Palearctisch gebied.